# Liste der Monuments historiques in Vincennes
Die Liste der Monuments historiques in Vincennes führt die Monuments historiques in der französischen Stadt Vincennes auf.

## Liste der Bauwerke
| Bezeichnung                           | Beschreibung | Standort                      | Kennzeichnung | Schutzstatus   | Datum     | Bild           |
| ------------------------------------- | ------------ | ----------------------------- | ------------- | -------------- | --------- | -------------- |
| Schloss Vincennes mit Sainte-Chapelle |              | Avenue du Parc (Lage)         | PA00079920    | Classé         | 1993 1999 | weitere Bilder |
| Kirche St-Louis                       |              | 16, rue Fays (Lage)           | PA00133019    | Classé         | 1996      | weitere Bilder |
| Hôtel de Ville                        |              | 53bis, rue de Fontenay (Lage) | PA94000011    | Inscrit Classé | 1999 2000 | weitere Bilder |

## Liste der Objekte

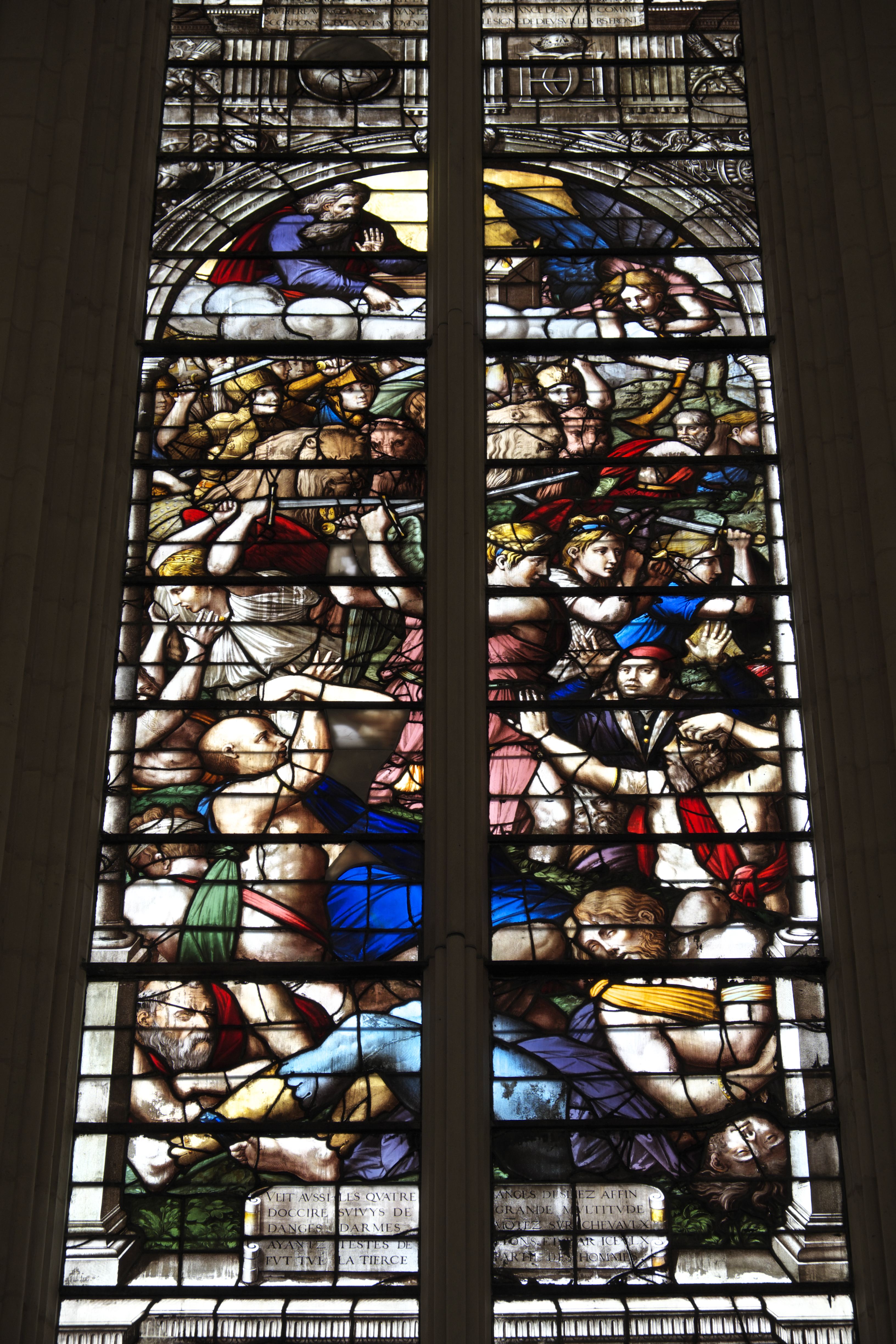
Bleiglasfenster in der Schlosskapelle (16. Jahrhundert)

- Monuments historiques (Objekte) in Vincennes in der Base Palissy des französischen Kultusministeriums